# Diplochorda turgida
Diplochorda turgida är en tvåvingeart som först beskrevs av Walker 1865.  Diplochorda turgida ingår i släktet Diplochorda och familjen borrflugor. Inga underarter finns listade i Catalogue of Life.